# Grignan

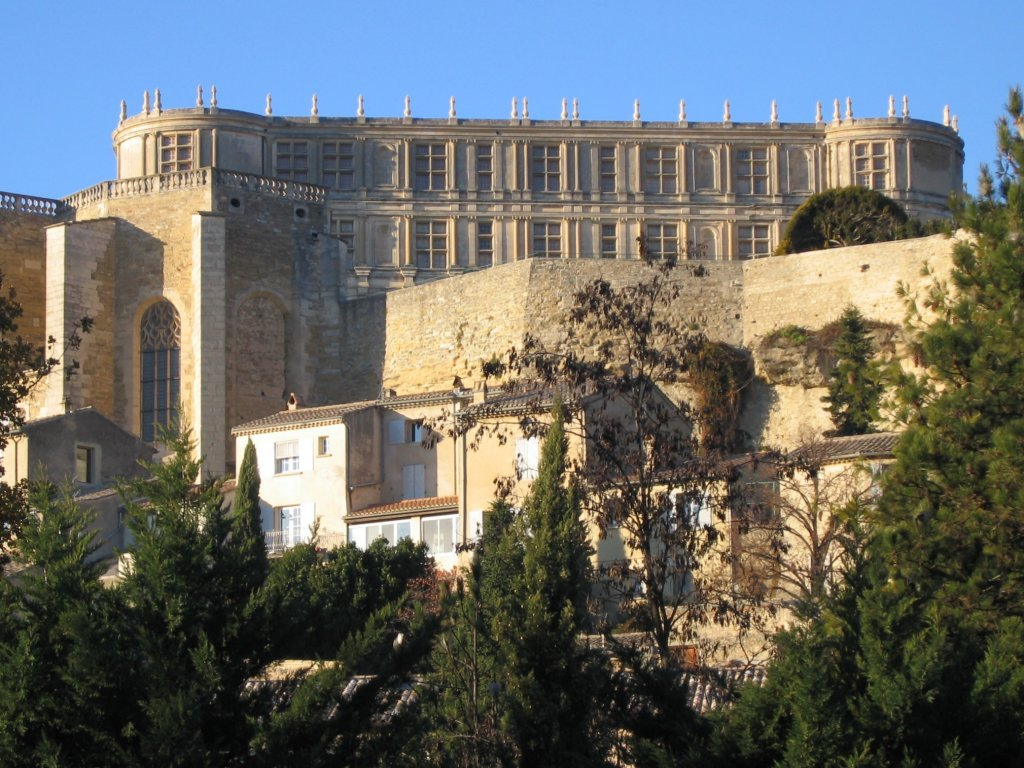
Zamek Grignan, 2005

Grignan – miejscowość i gmina we Francji, w regionie Owernia-Rodan-Alpy, w departamencie Drôme.
Według danych na rok 1990 gminę zamieszkiwało 1300 osób, a gęstość zaludnienia wynosiła 30 osób/km² (wśród 2880 gmin regionu Rodan-Alpy Grignan plasuje się na 641. miejscu pod względem liczby ludności, natomiast pod względem powierzchni na miejscu 92.).